# Rehmiodothis osbeckiae
Rehmiodothis osbeckiae är en svampart som först beskrevs av Berk. & Broome, och fick sitt nu gällande namn av Theiss. & Syd. 1914. Rehmiodothis osbeckiae ingår i släktet Rehmiodothis och familjen Phyllachoraceae.   Inga underarter finns listade i Catalogue of Life.